# Baranof
Baranof, anomenada també Illa Baranov, Shee o Illa Sitka, és una illa de l'Arxipèlag Alexander a l'Alaska Panhandle, d'Alaska. El nom Baranof va ser posat el 1805 pel capità Yuri Lisyansky de la Marina Imperial russa en honor d'Alexander Andreyevich Baranov. Per als natius tlingit era anomenada Sheet’-ká X'áat'l (sovint simplement "Shee"). És la més petita de les illes ABC d'Alaska.

## Geografia
L'illa ocupa un territori de 4.162 quilòmetres quadrats. Fa 160 quilòmetres de longitud i uns 48 quilòmetres d'amplada. A l'Illa Baranof hi ha la muntanya més alta de l'Arxipèlag Alexander, i és també la vuitena muntanya d'Alaska i la 137a del món. Les coordenades de l'illa són 57° 0′ N, 135° 0′ O / 57.000°N,135.000°O. La major part del territori de Baranof es troba dintre els límits del Tongass National Forest.

## Comunitats
Segons el cens de població de l'any 2000, té 8.532 habitants. Gairebé la major part del territori de l'illa pertany a la ciutat i districte de Sitka (Sitka també s'estén en direcció nord fins a l'Illa Chichagof); l'únic territori de Baranof que no pertany a Sitka és una petita porció de terra (9,75 km²) a l'extrem de la cantonada sud-est, que pertany a la Petersburg Census Area, i inclou la ciutat de Port Alexander. Aquesta porció tenia 81 persones censades l'any 2000. Les ciutats de Baranof Warm Springs, Port Armstrong, i Port Walter estan també situades a la banda est de l'illa. Goddard, un emplaçament actualment abandonat a uns 25 km al sud de Sitka, té algunes cases i aigües termals amb dos balnearis públics. Hi ha també tres piscifactories de salmó obertes tot l'any, l'una està situada al nord de Port Alexander, a Port Armstrong, una altra al nord de Baranof Warm Springs a Hidden Falls, i l'última al sud de Sitka, a prop del llac Medvejie. Aquesta última és accessible per una carretera privada des de Sitka. Totes aquestes comunitats, excepte Port Alexander i Port Armstrong, estan sota la jurisdicció de la ciutat i districte de Sitka, sobre les quals, Sitka fa la funció de capital de districte. La pesca, el processament d'aliments i el turisme són les indústries importants de l'illa, que també és famosa per l'os bru i el cérvol de Sitka.

## Història
El primer assentament europeu a l'illa, el va establir el 1799 Alexander Baranov, cap i primer governador de la Companyia Russo-Americana, de qui l'illa i l'arxipèlag han rebut el nom. L'illa va ser el centre de l'activitat russa a Amèrica del Nord durant el període 1804-1867 i va ser la seu russa del comerç de pells.
Cap al 1900, l'illa va ser explotada, a petita escala, per empreses mineres, centrades als voltants de Sitka i a la banda nord de l'illa, a Badia Rodman. Fàbriques de conserva, estacions baleneres, i granges de guineus es van establir a l'Illa Baranof i les illes més petites del voltant, la majoria de les quals van ser abandonades cap al començament de la Segona Guerra Mundial. Encara es poden veure les restes d'aquests llocs, tot i que la majoria es troben en unes condicions pèssimes.
El 1939, l'Informe Slattery -sobre el desenvolupament d'Alaska- identificava l'illa com una de les zones on s'establirien nous assentaments mitjançant la immigració. El pla de l'informe no es va portar a terme mai.

## En la ficció
The Yiddish Policemen's Union és una novel·la ucrònica de Michael Chabon sobre un territori jueu de llengua jiddisch a Sitka, i hi inclou la major part del territori de l'illa. La novel·la parteix de la hipotètica premissa que l'informe Slattery s'ha portat realment a terme. L'autor local John Straley ha escrit novel·les de misteri la trama de les quals es desenvolupa a l'illa o pels voltants.